# Spoorwegsysteem

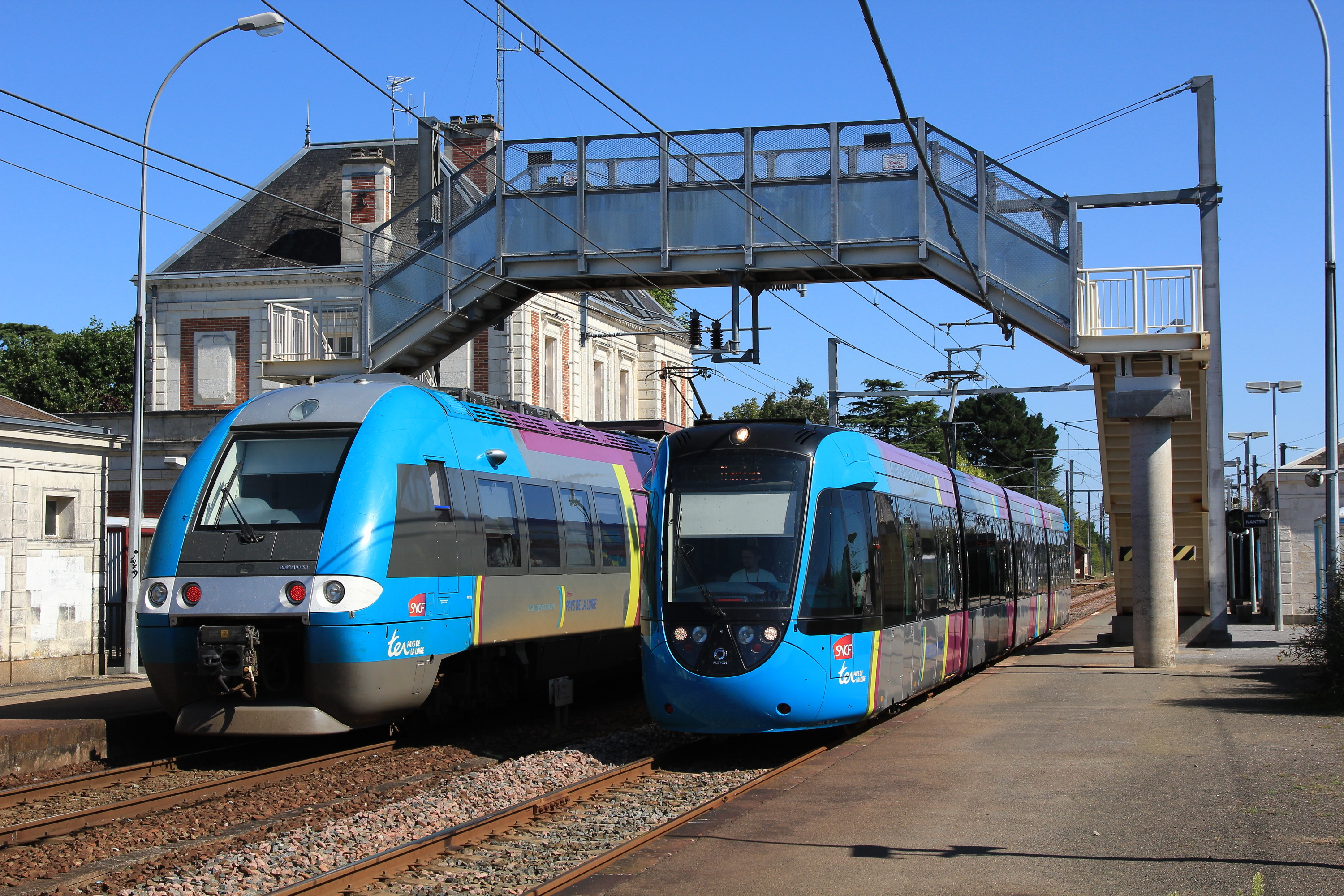
Twee systemen naast elkaar: een treinstel (links) en tram (rechts) in de omgeving van Nantes.

Een spoorwegsysteem of een spoorsysteem is een samenhangend net van spoorlijnen of spoorwegverbindingen waar spoorvoertuigen zich over kunnen bewegen. Spoorwegsystemen onderscheiden zich van elkaar doordat railvoertuigen van het ene spoorwegsysteem niet, of met grote beperkingen, over het andere spoorwegsysteem kunnen bewegen. Voorbeelden van spoorwegsystemen zijn een tramnet, metronet en hoofdspoorwegnet.
De omschrijvingen van spoorwegsystemen overlappen elkaar. Spoorwegsystemen kunnen wel omschreven worden, maar sluitende definities zijn er niet. Zo wordt lightrail soms gebruikt voor zowel trams als sneltrams en soms als synoniem voor sneltram.

## Onderdelen van een spoorwegsysteem
Een spoorwegsysteem bestaat uit:
- spoorinfrastructuur

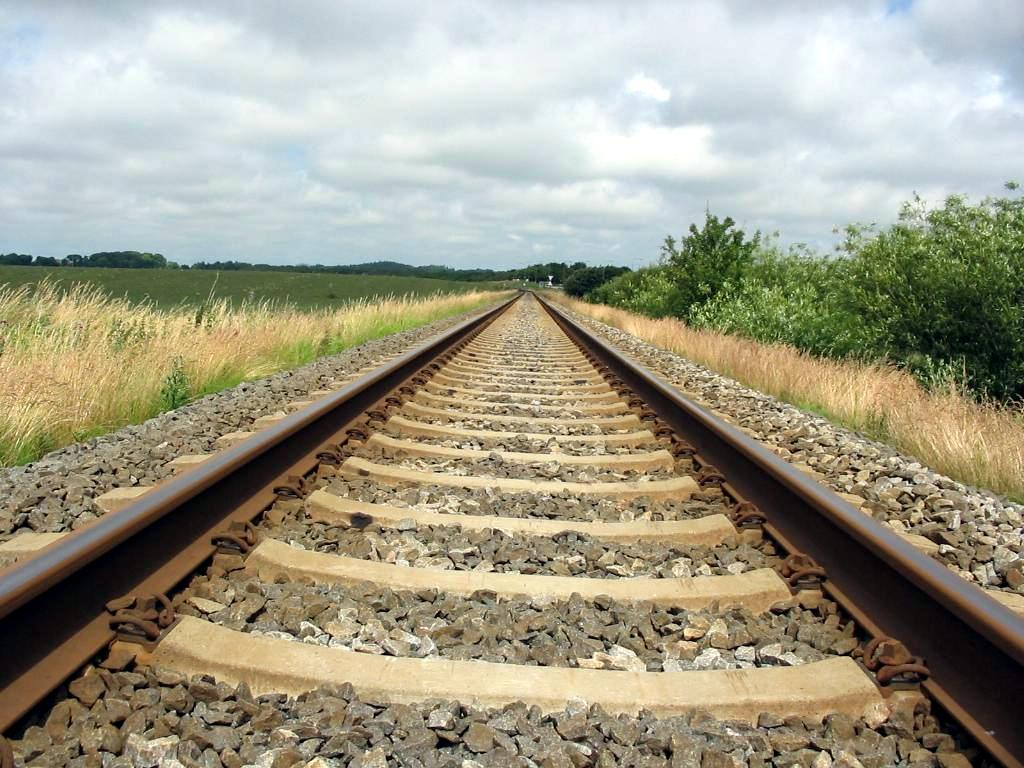
Spoorweg tussen het Deense Hjørring en Hirtshals.

  - spoorlijnen en spoorwegemplacementen
  - voor het vervoer van personen stations en/of haltes om passagiers in- en uit te kunnen laten stappen
  - voor het vervoer van goederen verbindingen naar bedrijven en terminals om goederen te verladen
- railvoertuigen
- voorzieningen om die dienstverlening in stand te houden, zoals opstelterreinen, remises en werkplaatsen, en voorzieningen om treinen en spoorvoertuigen te keren
- voorzieningen om het railverkeer te besturen en te beveiligen

## Hoofdspoorwegnet

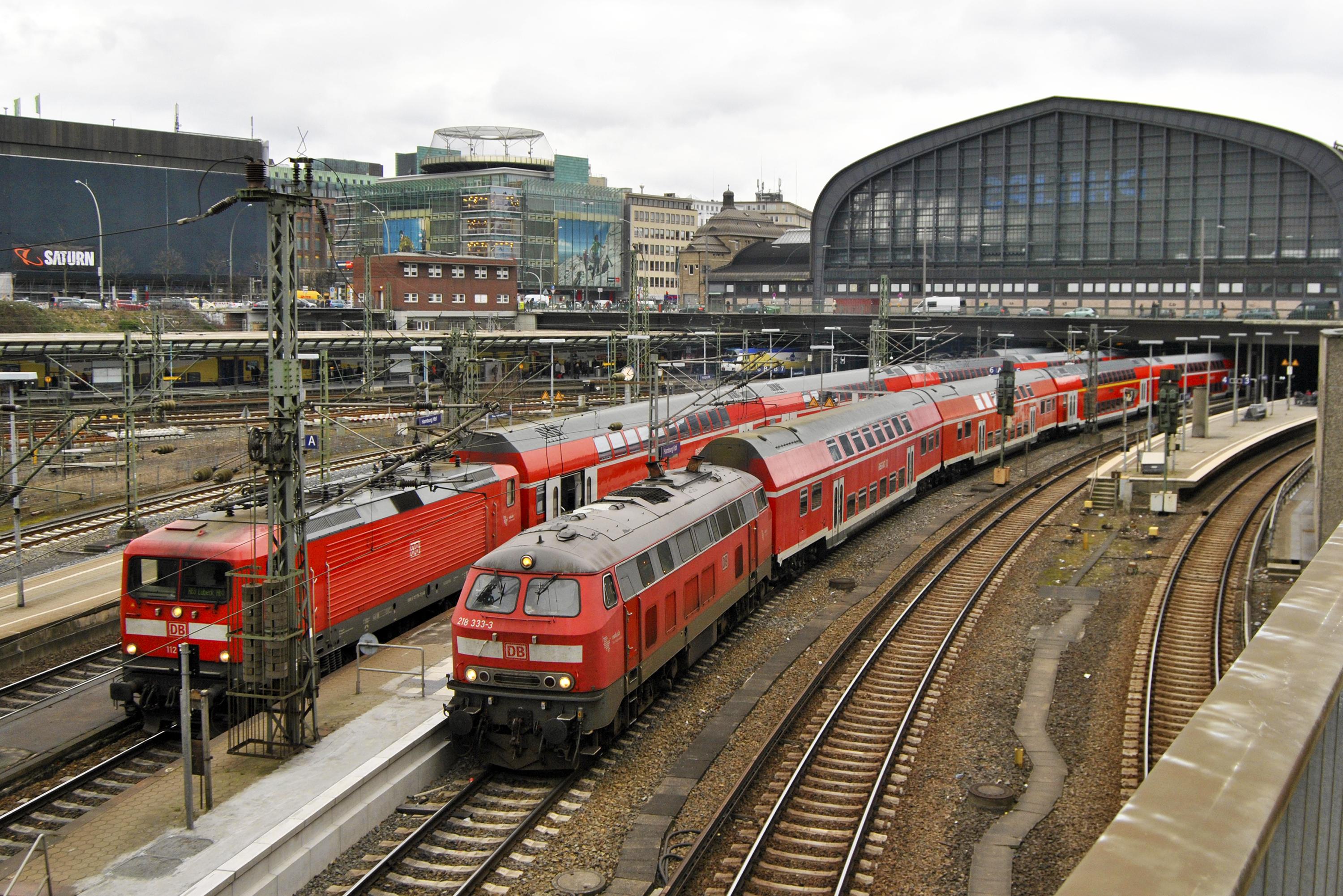
Hoofdspoornet in de omgeving van het hoofdstation Hamburg.

Een hoofdspoorwegnet, kortweg spoorwegnet vormt een uitgebreid spoorwegnet waarop verschillende treinsoorten rijden. Goederenvervoer, snel- en stoptreindiensten en hogesnelheidsdiensten kunnen van hetzelfde net gebruik maken. Snelheidsverschillen op spoorwegnetten kunnen groot zijn wat de capaciteit van de lijnen van een hoofdspoorwegnet beperkt. Hoe groter de snelheidsverschillen van treinen op een spoorlijn, hoe kleiner de capaciteit van die spoorlijn.
Delen van een spoorwegnet kunnen specifiek voor bepaalde treinsoorten bedoeld zijn. Voorbeelden zijn de Betuweroute die bedoeld is voor goederentreinen en de Hogesnelheidslijn Schiphol - Antwerpen die bedoeld is voor hogesnelheidstreinen. Ook in deze gevallen is goed mogelijk dat andere treinsoorten van deze lijnen gebruik maken. Zo reed op het Belgische deel van de hogesnelheidslijn Schiphol - Antwerpen een stoptreindienst en op het Nederlandse deel intercitydienst IC-direct. De ICE Amsterdam - Frankfurt wordt tijdens werkzaamheden en andete verstoringen geregeld omgeleid via de Betuweroute. 

### Internationale verbondenheid

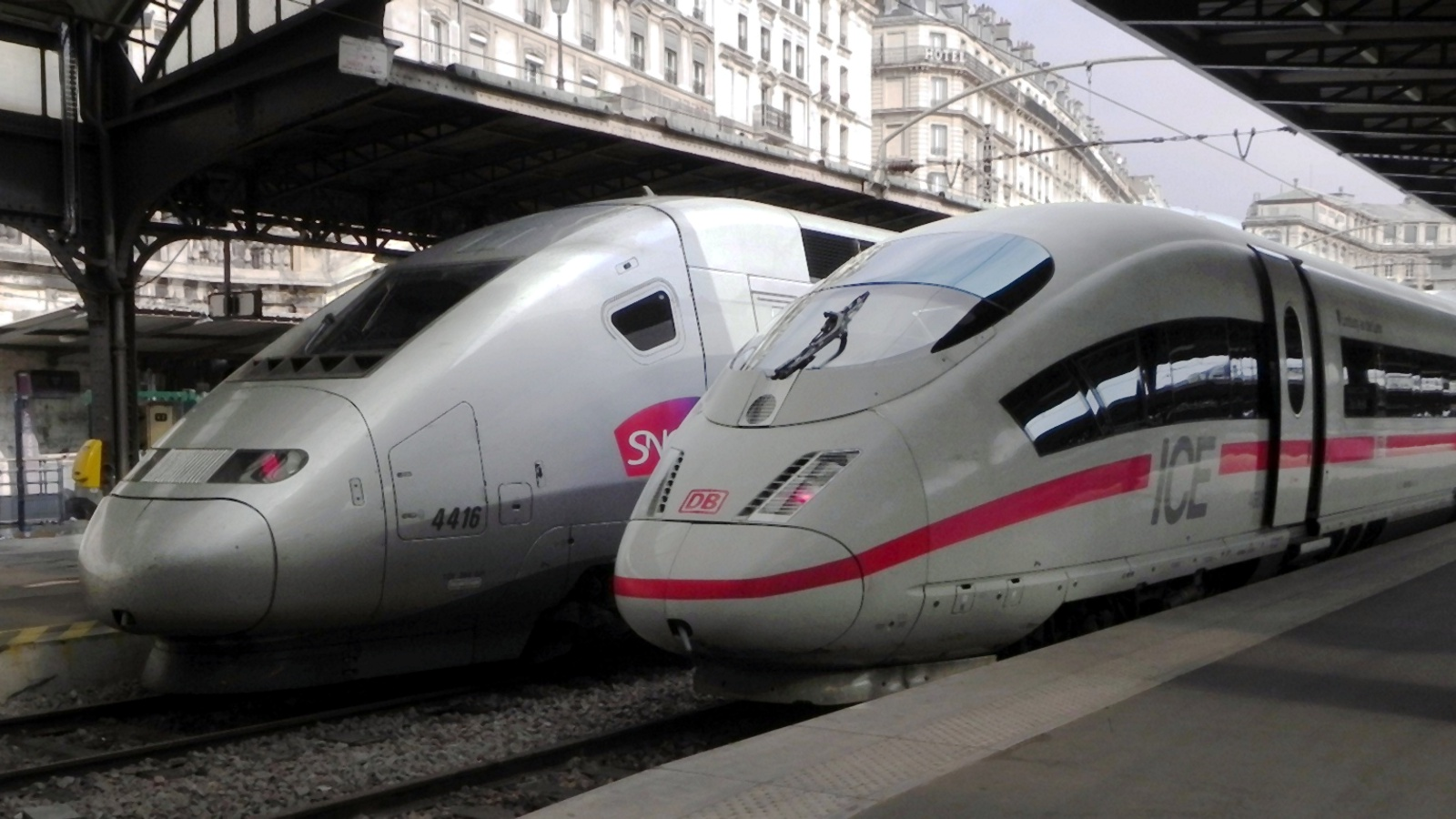
Internationale (hogesnelheids)treinen TGV en ICE.

In de meeste gevallen zijn de spoorwegnetten van buurlanden op elkaar aangesloten, waardoor een internationaal of zelfs continentaal spoorwegsysteem ontstaat. De Europese Unie stimuleert dit proces. In Europa zijn de spoorwijdtes in enkele landen aan de "randen" van Europa breder dan het normaalspoor, wat in het grootste deel van Europa wordt gebruikt en ook wereldwijd het meeste wordt toegepast. Grotere spoorwijdtes worden toegepast in Ierland, het Iberisch Schiereiland en voor Rusland. Deze verschillen in spoorwijdtes vormen een hindernis voor het aansluiten van de spoorwegnetten van deze landen op de rest van het Europese spoorwegnet.

### Bovenleiding
Spoorlijnen van spoorwegnetten die voor elektrische treinen zijn ingericht hebben vrijwel altijd bovenleiding en vrijwel nooit een derde rail. Redenen zijn dat bovenleiding veiliger is voor mensen die zich langs het spoor bevinden (ook voor onbevoegden), het is beter te isoleren waardoor een hogere spanning gevoerd kan worden en hogere vermogens geleverd kunnen worden. Daarnaast is het veiliger bij spoorwegovergangen. Maar bovenleiding is kostbaarder dan een derde rail. 

### Beveiliging en capaciteit

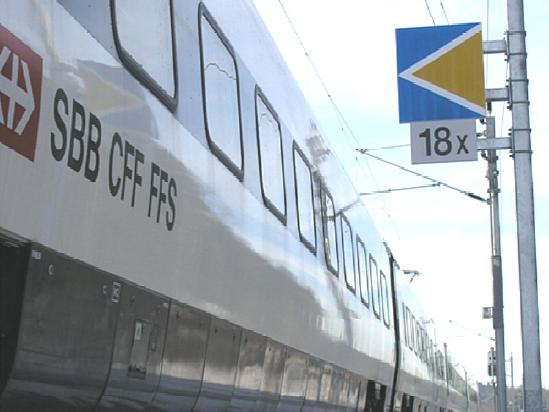
Een 'stopmarkeerbord', onderdeel van de ERTMS-beveiliging tussen Mattstetten en Rothrist in Zwitserland.

De capaciteit van een spoorwegnet uitgedrukt in treinen is maximaal 24 treinen per uur. Een traject met tien treinen of meer per uur kan druk genoemd worden. Redenen voor het lagere aantal treinen per uur zijn de hogere snelheden, waardoor treinen een grotere afstand tot elkaar moeten bewaren, en het gebruik van meerdere treinsoorten door elkaar, waardoor de minimale afstand tussen twee treinen wordt vergroot. Treinen kunnen wel behoorlijk lang zijn. Zestien rijtuigen, ofwel een trein van ruim 400 meter lang, is een maximum dat vaak wordt gehanteerd. Bekende moderne beveiligingssystemen voor spoorwegnetten zijn het European Rail Traffic Management System (ERTMS) in Europa en Positive Train Control (PTC) in de Verenigde Staten.

## Stadsspoorwegen en metro's
Een stadsspoorweg is een spoorwegsysteem voor massatransport voor verstedelijkte gebieden. Het woord urban rail system wordt gebruikt voor zowel stadsspoorwegen als voor metro's. Bij het gebruik van metro's denkt men aan ondergronds rijdende treinen, maar dat is geen voorwaarde. Buiten stadscentra, waar de grond vaker beschikbaar is (lees: vaker betaalbaar is) rijden metro's bovengronds. Als er een onderscheid gemaakt wordt tussen stadsspoorwegen en metro's, dan bieden metro's de meeste treinen per uur. De snelheden op stadsspoorwegen liggen wat hoger.
Een kenmerk is de eenvormigheid van zowel materieel, snelheid als dienstregeling, wat voorwaarden zijn om een hoge capaciteit op de spoorlijnen te realiseren. Vanwege dit kenmerk kan een stadsspoor niet of slecht met een spoorwegsysteem gecombineerd worden. Maar het is mogelijk en het gebeurt soms ook.

### Beveiliging en capaciteit
Stadsspoorlijnen kunnen een zeer hoge capaciteit hebben, tot 40 treinen of metro's per uur, ofwel elke 90 seconden een trein. Daarvoor zijn beveiliging- en verkeersmanagementsystemen nodig met een hoge capaciteit. Treinen rijden volautomatisch, om variatie en reactietijden van machinisten te vermijden. Om dezelfde reden openen en sluiten deuren automatisch. Een veelgebruikt beveiligingssysteem voor stadsspoorlijnen is Communications-based Train Control (CBTC). Treinen zijn ingericht om snel in- en uitstappen zo snel mogelijk te laten verlopen. Treinen kunnen snel optrekken en afremmen en rijden met een matige snelheid om dicht op elkaar te kunnen rijden.

### Combinaties van stadspoor en hoofdspoorwegnet

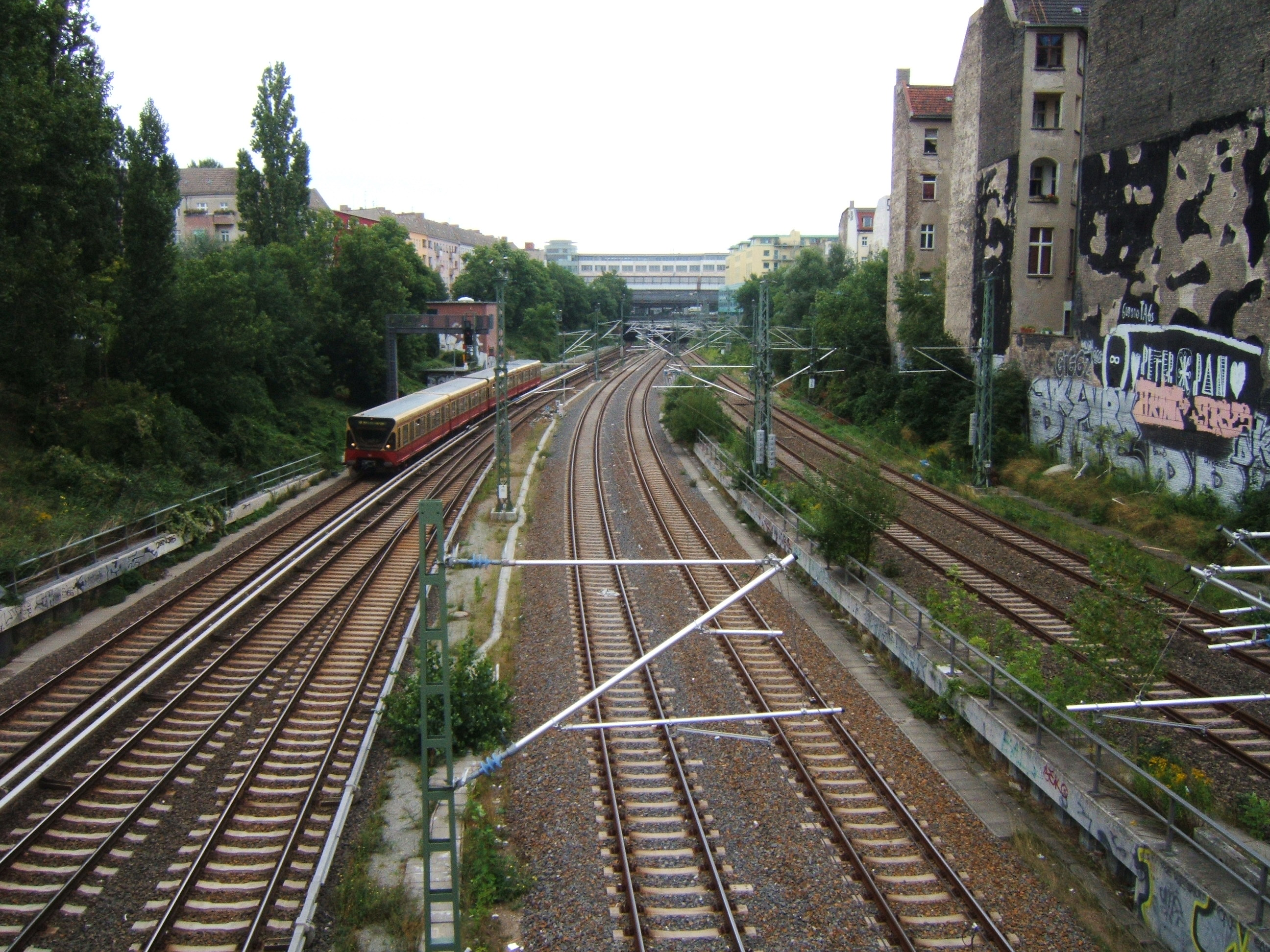
Stadsspoorweg (S-Bahn, links) en de hoofdspoorweg (rechts) gescheiden in Berlijn.

In Nederland zijn Zoetermeer Stadslijn, Hofpleinlijn en de Hoekse lijn jarenlang als stadsspoorweg geëxploiteerd. De eerste twee hadden Den Haag CS als eind- of beginpunt en de laatste Rotterdam CS.
In de Marmaray, de driesporige tunnel onder de Bosporus in Istanboel, kunnen de buitenste sporen door zowel stadsspoorwegmaterieel als door 'gewoon' spoorwegmaterieel bereden worden. Deze sporen zijn daartoe uitgerust met twee beveiligingssystemen.
De Crossrail in Londen is een ondergronds net dat voor zowel metro als voor 'gewone'  treinen geschikt is. De belangrijkste lijn is een oost-westverbinding die ongeveer parallel aan de Thames loopt. De bedoeling is dat hier treinen en metro's met een interval van twee tot drie minuten gaan rijden en daarbij ook halteren. Ruim twintig treinen per uur per richting is voor een hoofdspoorweg een groot aantal. Om dit mogelijk te maken zullen de treinen automatisch gaan rijden met automatic train operation (ATO) onder ETCS.

## Trams
Trams rijden vaak op 'straatspoor', zodoende rijden ze tussen het wegverkeer en zijn uitgerust met richtingaanwijzers. Verkeerslichten gelden ook voor trams; er zijn speciale verkeerslichten voor trams zoals een negenoog. Deze worden dan aangestuurd door hetzelfde systeem als de verkeerslichten voor het andere wegverkeer.

### Lightrail of sneltram
Lightrail, in Nederland ook wel sneltram genoemd, is een systeem dat kenmerken heeft van stadsspoorwegen of metro's en trams. Soms is lightrail beveiligd met treinbeïnvloeding. De sporen voor lightrail kunnen in het algemeen gecombineerd worden met het wegverkeer; bijvoorbeeld RandstadRail lijn 3 in stadsdeel Loosduinen. Verschil met de tram is dat straatspoor zoveel mogelijk beperkt wordt voor een betere doorstroming. Ook zijn de haltes groter zijn en met voorzieningen als een grote abri of zelfs overkapping, beveiliginscamera's en het gebruik van een DRIS, maar ook mupi's.

## Speciale spoorwegsystemen
- Industriespoor
- Ontginningspoor
- Veldspoor
- Hangend spoor, zoals de zweeftrein in Wuppertal
- Kraanspoor
- Monorail
- Magneetzweeftrein of maglev

## Wetgeving
Het doel van de wetgeving van het spoor is het gebruik van spoorwegen te bevorderen en daarom het beheer en het gebruik van de spoorweginfrastructuur te regelen.

### Spoorwegwet
De Nederlandse spoorwegwet uit 2015 onderscheidt twee 'soorten' spoorwegen, namelijk hoofdspoorwegen en bijzondere spoorwegen. Deze maken deel uit van het hoofdspoorwegennet. Hoofdspoorwegen zijn:
- De spoorlijnen waar intercitydiensten rijden, hogesnelheidslijnen en belangrijke spoorwegen voor goederentreinen.[2]
- De kleinere spoorlijnen, waarop voornamelijk stoptreinen rijden.[2]
- Grote emplacementen en de verbinding hiervan met een hoofdspoorweg.[2]
- Een aantal kleinere emplacementen en grote laad- en losplaatsen, zoals bij havens, en de verbindingen hiervan met een hoofdspoorweg.[3]
- Een aantal stamlijnen[3]. Dit zijn de verbindingen tussen een hoofdspoorlijn en meerdere spooraansluitingen van bedrijven. Vroeger werden dit raccordementen genoemd.

De hoofdspoorlijnen worden formeel aangewezen door de Minister van Verkeer en Waterstaat.
Spoorwegen die geen hoofdspoorweg of lokale spoorweg zijn, zijn bijzondere spoorwegen. Museum- en bedrijfsspoorwegen zijn meestal bijzondere spoorwegen. De regels voor bijzondere spoorwegen liggen vast in het Besluit bijzondere spoorwegen.

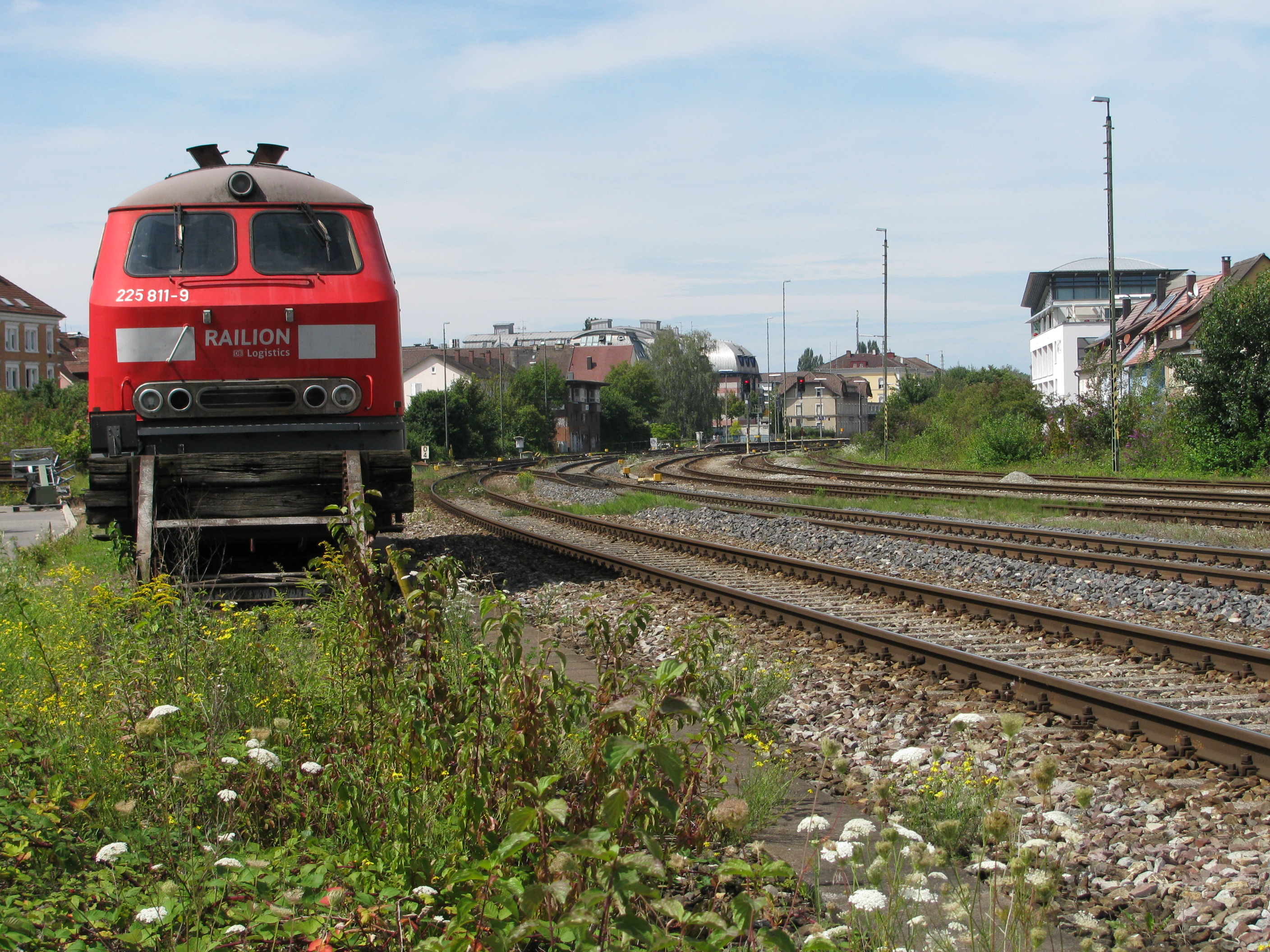
Spoorweg nabij Friedrichshafen (Duitsland)

### Europese regels
In het kader van de Europese samenwerking smelten de nationale spoorwegnetten langzaam samen tot 'één Europese spoorwegruimte' en vormen zo steeds meer een 'trans-Europees spoorwegsysteem'. Om dit te ondersteunen zijn er vier grote 'pakketten' van Europese regels vastgesteld, het eerste tot en met het vierde spoorwegpakket.

### Wet lokaalspoor
De Wet lokaalspoor van 2013 maakt het mogelijk om lokale spoorwegen aan te wijzen. Deze wet stelt dat lokale spoorwegen bestemd zijn voor openbaar personenvervoer met stads-, voorstads- of regionale spoorvervoerdiensten of voor goederenvervoer, voor zover dit geen hoofdspoorwegen zijn. Dit zijn in het algemeen spoorwegen voor metrotreinen, voor sneltrams of lightrail, en voor trams. Lokale spoorwegen worden aangewezen door de staatssecretaris van verkeer en waterstaat. Lokale spoorwegen maken geen deel uit van het hoofdspoorwegnet. 

## Verwijzingen
1. 1 2  Spoorwegwet artikel 1 (23 april 2003). Geraadpleegd op 6 mei 2017.
2. 1 2 3  De Minister van Verkeer en Waterstaat, K. M. H. Peijs, Besluit aanwijzing hoofdspoorwegen Bijlage 1 (20 december 2004). Geraadpleegd op 6 mei 2017.
3. 1 2  De Minister van Verkeer en Waterstaat, K. M. H. Peijs, Besluit aanwijzing hoofdspoorwegen Bijlage 2 (20 december 2004). Geraadpleegd op 6 mei 2017.
4. ↑  De minister van verkeer en waterstaat, K. M. H. Peijs, Besluit aanwijzing hoofdspoorwegen (20 december 2004). Geraadpleegd op 6 mei 2017.  Dit besluit besluit wordt zo nu en dan aangevuld of gewijzigd, bijvoorbeeld op 3 april 2017.
5. ↑  De Staatssecretaris van Infrastructuur en Milieu, W.J. Mansveld, Besluit bijzondere spoorwegen (25 juni 2015). Geraadpleegd op 6 mei 2017.
6. ↑  Wet lokaal spoor artikel 2 (10 juli 2013). Geraadpleegd op 6 mei 2016.
7. ↑  De Staatssecretaris van Infrastructuur en Milieu, W.J. Mansveld, Besluit tot aanwijzing van lokale spoorwegen (25 november 2013). Geraadpleegd op 6 mei 2017.